# France Info (canal de televisión)
France Info (estilizado como franceinfo:) es un canal de televisión abierta francés, dedicado a la emisión de noticias de manera ininterrumpida. Comenzó sus emisiones a las 8 de la tarde del 1 de septiembre de 2016.
El canal se basa sobre la cooperación entre France Télévisions, Radio France, France Médias Monde y el Institut national de l'audiovisuel.
France Info también es el nombre de una oferta global de información del servicio público audiovisual francés, que reagrupa el canal de televisión, la emisora de radio France Info y el sitio web francetvinfo.fr.

## Historia
El proyecto de un canal de información continua es iniciativa de la presidenta de France Televisions Delphine Ernotte desde agosto de 2015, sin contar con el apoyo de algunos periodistas del grupo. El proyecto fue discutido en la toma de posesión de la presidenta del grupo en 2015. Los grupos competidores como NextRadioTV (propietario de BFM TV) tiene una opinión negativa de la llegada de un nuevo medio público, temiendo una pérdida de audiencia de su propia estructura, esta se agravó cuando LCI pasó a formar parte de la TNT en abierto en abril de 2016. El encargado de coordinar el proyecto fue Germain Dagognet.
Después de meses de discusiones entre 2015 y 2016, el canal de noticias se anuncia el 11 de julio de 2016 para su lanzamiento el 1 de septiembre. La oferta informativa propuesta es denominada global, ya que consta de múltiples servicios. Primero se puso en marcha el sitio web y la aplicación el 24 de agosto, después las primeras emisiones de la radio comenzaron el 29 de agosto. Y finalmente el lanzamiento oficial de la televisión se produjo el 1 de septiembre.
Para estar listos para las transmisiones, los ensayos se llevaron a cabo desde el 22 de julio. El personal ha sido reorganizado en un tiempo récord. Esto ha creado fatiga, entusiasmo entre los empleados, estimulada por esta nueva aventura común entre varias entidades de servicio público. Los cambios fueron tan rápidos que los comienzos de la nueva cadena se han visto afectados por acusaciones de algunos periodistas de la radio de trabajar de forma apresurada sin tener cuidado de verificar su información en algunas ocasiones.

## Identidad Visual

Logo de France Info desde el año 2016.

## Programación

### Diariamente
- :le journal : Noticieros de 12 minutos en el inicio de la hora (excepto durante la programación larga y las noches).
- :le fil info : El repaso de las noticias en 90 segundos cada :30 durante le 14/17h.
- L'essentiel de l'info : Flash/resumen de noticias de 3 minutos en el inicio y final de la hora durante los bloques informativos.
- France 24 : Cobertura de noticias internacionales en simultáneo con France 24 desde la medianoche hasta las 6:30.
- La chronique des sports : Resumen de noticias deportivas.
- Météo : Pronóstico del tiempo para toda Francia. Es emitido cada media hora.

### Días de la semana
• :la matinale con Samuel Etienne y Clémence de la Baume
- l' éco con Jean Paul Chapel
- 8h30 franceinfo con Marc Fauvelle y Sahlia Brakhlia
- Les informés du matin con Marc Fauvelle y Renaud Dély
- L'info s'éclaire

• :le fil info 10h30/13h con Louis Laforge y Marianne Theóleyre
• :le fil info 14/17h con Sophie Le Saint
- le mag: Document franceinfo, Parlez-vous!, La Faute a l'europe, INAttendu, Le Monde dans touts ses états en colaboración con France 24.

• le 17h:info con Djamel Mazi
- L'invité éco con Jean Leymarie

• 18h:20h con Lucie Chaumette y Adrien Rohard
- Les informés con Jean François Achilli

• 21h:23h con Alexandra Uzan
- le 24 heures politique con Gilles Borenstein

• le 23h con Patricia Loison
- la chronique culture

### Sábados y domingos
• :la matinale week-end con Myriam Bounafaa y Camille Grenu
- 8h30 franceinfo con Ersin Leibotwich

• :le fil info week-end 10h30/13h con Martin Baumer
- questions politiques de Ali Baddou (en colaboración con France Inter y el periódico Le Monde)

• :le fil info week-end 13h30:16h30 con Flore Maréchal
• :le fil info week-end 17h:18h con Frédérique Hénaut
• :le 23h week-end con Sorya Khaldoun
Los fines de semana se emite programación previamente grabada, modulos y noticieros de 12 minutos.
• :le journal (cada 30 minutos desde las 18 hasta las 22:30 horas)
• INAttendu con Nathanael de Rincquesen
• Soyons Claire con Claire Chazal
• L'interview sport
• Cultissime con Louise Ekland
• Ouvrez le 1 con Lucie Chaumette y Julien Bisson
• Drolê d'Europe
• La faute à l'europe ? con Yann-Anthony Noghès
• Vrai ou Fake con Julien Pain
• Les debats de l'éco con Emanuel Cugny
• Le journal du monde (de France 24)

## Audiencias
|      | Enero | Febrero | Marzo | Abril | Mayo  | Junio | Julio | Agosto | Septiembre | Octubre | Noviembre | Diciembre | Media Anual |
| ---- | ----- | ------- | ----- | ----- | ----- | ----- | ----- | ------ | ---------- | ------- | --------- | --------- | ----------- |
| 2016 |       |         |       |       |       |       |       |        | 0,3 %      | 0,2 %   | 0,3 %     | -         | 0,3 %       |
| 2017 | -     | -       | -     | 0,5 % | 0,5 % | -     | -     | -      | -          | 0,3 %   | 0,3 %     | -         |             |
| 2018 | 0,3 % | 0,3 %   | 0,3 % | 0,4 % | 0,4 % | 0,4 % | 0,4 % | 0,5 %  | 0,4 %      | 0,5 %   |           |           |             |

Fuente : Médiamétrie
Leyenda :
Fondo verde : mejor dato histórico.
Fondo rojo : peor dato histórico.
Los principales competidores de France info son BFM TV, CNews y LCI.